# Barkot
Barkot là một thị xã và là một nagar panchayat của quận Uttarkashi thuộc bang Uttaranchal, Ấn Độ.

## Nhân khẩu
Theo điều tra dân số năm 2001 của Ấn Độ, Barkot có dân số 6098 người. Phái nam chiếm 56% tổng số dân và phái nữ chiếm 44%. Barkot có tỷ lệ 73% biết đọc biết viết, cao hơn tỷ lệ trung bình toàn quốc là 59,5%: tỷ lệ cho phái nam là 82%, và tỷ lệ cho phái nữ là 63%. Tại Barkot, 14% dân số nhỏ hơn 6 tuổi.